# Insidious: Chapter 2
Insidious: Chapter 2 is een Amerikaanse bovennatuurlijke horrorfilm uit 2013 onder regie van James Wan. De productie is een rechtstreeks vervolg op Insidious uit 2010. Na een proloog van acht minuten gaat het verhaal direct verder waar het in de eerste film ophield. Daarbij keren vrijwel alle personages uit Insidious terug, gespeeld door dezelfde acteurs en actrices.
Insidious: Chapter 2 werd uitgebracht op 13 september 2013, in België op 2 oktober en in Nederland op 24 oktober. De film bracht wereldwijd ruim 161 miljoen dollar op, meer dan 32 keer het productiebudget.

## Verhaal

### Proloog
Het is 1986. Een paranormaal medium genaamd Carl neemt contact op met zijn vriendin en collega Elise. Hij heeft haar hulp nodig om te ontdekken wat er precies aan de hand is met de zoon van Lorraine Lambert, Josh. De jongen blijkt stelselmatig te worden benaderd door een geest, een vrouwelijke verschijning. Deze kan met hem communiceren doordat hij in staat is tot astrale projectie, legt Elise uit. Ze hypnotiseert Josh om de locatie van de geest te achterhalen. Het jongetje leidt haar naar een kast in zijn slaapkamer. Wanneer Elise haar hand hierin steekt, haalt iets haar arm open. Ze waarschuwt Lorraine daarom dat de geest kwaadaardig is. Daarop helpt ze Josh om zijn ervaringen en gave te vergeten, om verder contact te verijdelen.

### Hoofdlijn
Het is 2011. Josh' echtgenote Renai wordt op het politiebureau ondervraagd over de moord op Elise. Ze vertelt over de bovennatuurlijke gebeurtenissen van de vorige avond en laat haar ondervragers de foto zien van de vrouwelijke verschijning die op haar fototoestel stond. De agenten kunnen hier weinig mee. Er zijn in eerste instantie niet genoeg bewijzen om Josh te arresteren, maar hij is voor hen de voornaamste verdachte van de moord.
Renai en Josh trekken met hun kinderen in bij zijn moeder, Lorraine. Renai blijft hier abnormale gebeurtenissen opmerken, zoals speelgoed dat zomaar beweegt en muziek uit de lege pianokamer. Ook vindt ze hun dochtertje Kali terug op de grond naast haar wieg, terwijl het meisje nog niet in staat is om daar zelf uit te klimmen. Renai vertelt Josh hierover, maar die wil niets horen over bovennatuurlijke gebeurtenissen. Hij beweert dat alles voorbij is als ze er maar over ophouden. Lorraine heeft ook een naar voorgevoel. Nadat ze een vrouw in een witte jurk door haar huis ziet lopen, zoekt ze contact met Tucker en Specs, de assistenten van Elise. Zij zien op videobeelden die Elise maakte van haar bezoek aan Josh in 1986 een geestverschijning van de volwassen Josh op de achtergrond. Ze halen Elise's oude collega Carl erbij, in de hoop dat hij haar hulp vanuit het hiernamaals kan inschakelen. Renai krijgt op datzelfde moment telefoon van de politie. De vingerafdrukken die zijn aangetroffen op Elises nek, zijn niet van Josh. Ze haalt opgelucht adem. Dan ziet ook zij de vrouw in de witte jurk door het huis lopen. Nadat ze die achterhaalt, slaat de verschijning haar bewusteloos.
Carl gebruikt dobbelstenen met letters erop om boodschappen van gene zijde te ontvangen. Hij krijgt contact. Op zijn dobbelstenen verschijnt Our Lady of Angels, de naam van het ziekenhuis waar Lorraine ooit werkte. Ze herinnert zich dat ze Josh daar een keer mee naartoe nam. Hij werd toen aangevallen door een patiënt genaamd Parker Crane. Ze herinnert zich ook dat ze later met diezelfde man in de lift stond, om vervolgens van een collega te horen dat dit onmogelijk was; Crane pleegde een dag daarvoor zelfmoord. Lorraine gaat met de paranormaal onderzoekers naar het verlaten huis van Crane. Daar treffen ze in een verborgen kamer de lijken van vijftien dode meisjes aan, zittend op bankjes, afgedekt met lakens. Ook vinden ze er een zwarte trouwjurk en krantenknipsels over een seriemoordenaar die verdacht werd van vijftien moorden. Deze kreeg de bijnaam The Bride in Black, (De bruid in het zwart) omdat hij zijn daden pleegde in een zwarte trouwjurk. Crane was de seriemoordenaar. Carls contact onthult via de dobbelstenen dat ze Elise niet is. Het blijkt Cranes moeder, Michelle. Lorraine herkent haar op een schilderij in de verborgen kamer als de vrouw in de witte jurk in haar huis. Michelle terroriseerde haar zoon in zijn kindertijd. Ze had liever een dochter gewild en dwong Crane daarom om zich als meisje te kleden en te gedragen. Als hij zich ook maar even als jongen gedroeg, schreeuwde ze tegen hem en sloeg ze hem. De vrouwelijke verschijning op de foto die Renai van Josh maakte, is de in een zwarte bruidsjurk geklede en opgemaakte Crane.
Lorraine en de onderzoekers realiseren zich dat Crane bezit heeft genomen van Josh. Wanneer Lorraine dit vertelt aan Renai, stemt die in. Zijn gedrag komt haar zo vreemd voor en bij momenten herkent ze haar man niet in hem terug. Daarnaast herinnert hij zich dierbare gezamenlijke herinneringen van hen niet, zoals een pianoliedje dat ze speciaal voor hem schreef. Crane merkt intussen dat het lichaam van Josh aftakelt. De huid wordt vaal en hij verliest tanden. Crane hoort de stem van zijn moeder in zijn hoofd. Zij zegt hem dat hij dit proces kan stoppen door de rest van de familie Lambert te vermoorden.
De onderzoekers zoeken Josh/Crane op. Carl gaat naar binnen met een verstopte injectienaald, terwijl Tucker en Specs hem in hun busje in de gaten houden met afluisterapparatuur. Ze willen Josh/Parker verdoven en vervolgens proberen contact te zoeken met de echte Josh, aan gene zijde. Crane doorziet de truc. Hij overmeestert Carl, injecteert de binnengestormde Tucker met de injectienaald en slaat Specs bewusteloos. De echte Josh maakt Carl wakker in het hiernamaals. Hij vraagt Carl om hem te helpen terug te keren naar zijn familie. Samen gaan ze The Further in om Elise te zoeken. Een aanwezige daar vertelt Josh dat iemand het op zijn dochter heeft voorzien. Josh en Carl gaan daarop naar het huis van zijn familie, maar dan in hun dimensie, onzichtbaar voor de wereld van de levenden. Ze treffen er een demon aan die Kali mee wil nemen. Elise verschijnt en helpt ze.
Elise vertelt Josh dat hij alles op kan lossen door de geest van Michelle te vernietigen, zodat alle herinneringen aan haar en haar zoon verdwijnen en hij terug kan naar zijn lichaam. Om die te vinden neemt ze hem mee terug naar het verleden. Daar vraagt hij als geest hulp aan zijn fysieke jongere zelf, die op dat moment gefilmd wordt door Elise. Zijn jongere ik stuurt Josh naar dezelfde deur waardoor hij eerder zijn zoon Dalton terughaalde. Ze komen hierdoor terecht in de kinderkamer van de jonge Crane, gekleed in een jurk en een pruik. Zijn moeder schreeuwt naar hem en slaat hem, omdat hij zichzelf Parker noemt, in plaats van Marilyn, zoals zij wil. Josh/Crane belaagt intussen Renai en probeert haar te vermoorden. Ze vecht uit alle macht terug, maar hij is zowel haar als de toegesnelde Specs de baas. Dalton brengt zichzelf in een hoekje in trance. Hij gaat zo op zoek naar zijn vader in The Further.
Elise en Carl worden door Michelle Parkers kamer uitgewerkt, terwijl Josh door Michelle overmeesterd wordt. Elise haalt de jonge Crane over om haar te helpen de herinneringen aan zijn moeder te vernietigen. Terwijl Michelle Josh probeert te wurgen, staat Josh/Crane op het punt om het fysieke hoofd van de uitgetreden Dalton in te slaan met een hamer. Elise arriveert opnieuw op tijd. Ze slaat Michelle neer met een stoel, waarmee ze haar vervolgens doodt. Alle herinneringen verdwijnen. Cranes geest verdwijnt uit Josh en lost op in het donker. Elise stuurt daarop zowel Josh als Carl terug naar de menselijke wereld. Ze vertelt haar collega dat hij niet dood is, alleen bewusteloos. Josh weet niet welke kant ze op moeten om uit de duisternis van The Further te ontkomen, tot hij de stem van Dalton hoort. Die heeft zich met een touw vastgemaakt aan de deur naar The Further. Nadat hij daar Carl en zijn vader vindt, leidt hij ze zo terug naar de uitgang. Ze komen vervolgens alle drie bij in hun stoffelijke lichaam. Renai twijfelt of Josh nu wél echt zichzelf is. Hij overtuigt haar door haar te vertellen dat hij degene is die eerder van gene zijde de muziek in de pianokamer maakte, het liedje dat zij speciaal voor hem schreef.
Na afloop zorgt Carl dat Josh en Dalton, met hun toestemming, hun gave kwijtraken door het hele gebeuren te vergeten, zoals Elise jaren eerder al eens heeft gedaan bij een jonge Josh.

### Epiloog
Specs en Tucker kloppen aan bij een familie. Ze vertellen dat ze door een vriend gestuurd zijn om te helpen. De mensen zien niet dat de geest van Elise intussen naar binnen loopt. Ze treft er dochter Allison, die zich in een medisch onverklaar coma bevindt. Terwijl ze tegen het meisje praat, schrikt ze van een aanwezigheid achter haar.

## Rolverdeling
| - Patrick Wilson als Josh Lambert - Garrett Ryan als jonge Josh Lambert - Rose Byrne als Renai Lambert - Ty Simpkins als Dalton Lambert - Lin Shaye als Elise Ranier - Lindsay Seim als jonge Elise Ranier - Barbara Hershey als Lorraine Lambert - Jocelin Donahue als jonge Lorraine Lambert - Steve Coulter als Carl - Hank Harris als jonge Carl - Leigh Whannell als Specs - Angus Sampson als Tucker - Andrew Astor als Foster Lambert | - Danielle Bisutti als De moeder van Parker Crane - Tom Fitzpatrick als Bride in Black / Oudere Parker Crane - Tyler Griffin als jonge Parker Crane - Michael Beach als detective Sendal - J. LaRose als Long-haired fiend (Lang-harige fanaat) - Brooke Peoples als Jessica - Edwina Findley als verpleger aan Bureau Hillary - Stephanie Pearson als slachtoffer van Parker Crane - Jorge Pallo als Brian - Priscilla Garita als Natalie - Jenna Ortega als Annie - Dannay Rodriguez als Allison |

## Productie

### Ontwikkeling
Na het financiële succes van Insidious in april 2011 besloten de producenten dat er een vervolg moest komen. Producent Jason Blum wou regisseur James Wan en scenarioschrijver Leigh Whannell terughebben voor de film, alhoewel er geen script werd gemaakt tot een jaar later. "Zolang er een kans is dat James en Leigh een tweede film gaan schrijven, wilde ik er niet aan beginnen aangezien ik niemand ander wou", zei Blum. "Ze bleven zeggen dat ze het misschien zouden doen, of misschien toch niet, dat was de reden waarom er zoveel tijd tussen de twee film zat." Op 2 februari 2012 werd bekend Wan en Whannell in gesprek waren om toch een vervolg te maken.
Tijdens het promoten van The Conjuring (2013) tijdens de New York Comic Con in oktober 2012, beschreef Wan hoe hij en Whannell samen bezig waren met het ontwikkelen van het verhaal en script. "Ik denk dat het vervolg van Insidious een soort van reactie is op Saw, waar ik om persoonlijke redenen niet bij de vervolgen was betrokken, dus voel ik bij Insidious dat het goed is als ik meewerk aan het vervolg, zodat het meer in lijn is met de eerste film" zegt Wan.
De film kreeg als titel Insidious: Chapter 2 omdat het een directe voortzetting is van de eerste film. The Conjuring was volgens Wan een grote invloed op Insidious: Chapter 2. "Ik gebruikte technieken die ik gebruikte in Insidious en ik paste deze toe in The Conjuring. Wat ik leerde in The Conjuring paste ik toe op Insdious: Chapter 2." zei Wan. "Dus voor mij is het een cumulatieve filmervaring die ik heb verzameld over de afgelopen jaren."